# Torero

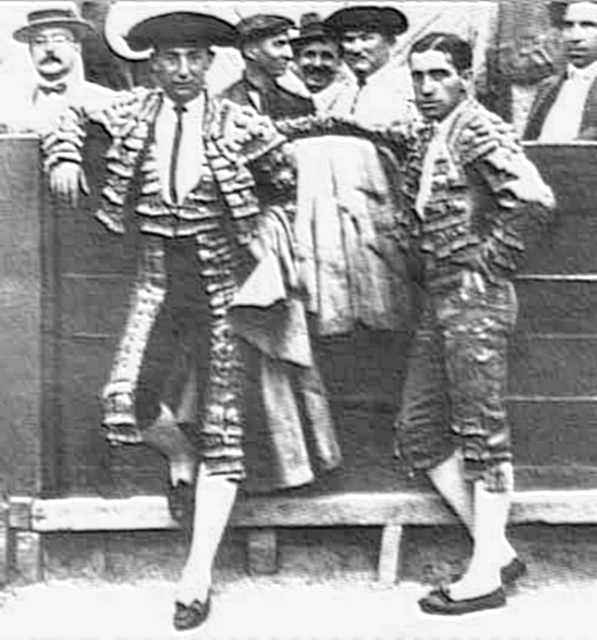
Due famosi toreri: Joselito (a sinistra) e Belmonte

Nel mondo della tauromachia, il torero (termine spagnolo; al femminile torera) è colui che affronta i tori all'interno di una corrida, sia come matador che come membro della cuadrilla.
Esiste anche il sinonimo toreador (pron. "toreadòr"), meno comune in spagnolo, ma noto per influenza del famoso brano di musica lirica Toreador.

## Il torero in Spagna
Quella del torero è una professione solitamente tramandata di padre in figlio, in Spagna come nei paesi dell'America latina.
La preparazione ad una corrida è un vero e proprio rito, osservato scrupolosamente, anche questo tramandato di generazione in generazione.
Il torero si prepara meticolosamente ad ogni corrida come fosse l'ultima. Insieme al suo entourage, è solito raccogliersi in preghiera nella cappella all'interno di ogni arena per affidare al Signore il suo destino.
L'entrata nell'arena circolare è un momento di emozione pura, il saluto alla folla che lo acclama è seguito da un curioso quanto scaramantico gesto che potrebbe incidere sul buon esito della corrida: il torero lancia il suo tipico cappello in aria e, dal modo in cui questo cade sulla sabbia, ne deduce come andrà la corrida. Se il cappello atterra ribaltato allora il torero sa che la corrida potrebbe costargli cara, se invece il berretto atterra diritto allora riuscirà a toreare senza problemi.
In ogni corrida spetta al pubblico la decisione di applaudire o fischiare il torero.
Durante lo svolgimento, il pubblico incita il proprio idolo, con ovazioni, applausi, canti (esiste anche una banda ufficiale che suona sugli spalti), ma se questo chiede il silenzio per concentrarsi, allora il pubblico lo rispetta.
Alla fine della corrida il pubblico sancisce il verdetto: estrae un fazzoletto bianco e lo sventola, acclama il proprio idolo per fargli sentire tutto il calore dimostrando che ha eseguito una corrida senza eguali, conquistando tutti. Alle ovazioni del pubblico, agli incitamenti, può seguire un altro gesto: si tratta del taglio delle orecchie del toro. Al torero viene passato un coltellino piccolo con il quale taglierà le orecchie del toro che saranno poi lanciate alla tribuna d'onore. Solo in alcune occasioni speciali è presente il Re Felipe, quindi normalmente si lanciano alle autorità più alte in carica (solitamente il sindaco).
Il torero concede un giro d'onore a tutta l'arena ed il pubblico risponde con il lancio di fiori, ventagli o mantillas, che il torero raccoglie, bacia e rilancia al pubblico, in segno di buon auspicio.
Le carni dei tori uccisi nelle corride sono macellate e donate alle numerose mense dei poveri.
Contrariamente a quanto si possa pensare, non sempre il toro viene ucciso durante la corrida, talvolta viene graziato e risparmiato.

## Toreri famosi
- Costillares
- Pedro Romero
- Lagartijo
- Bombita
- Rafael Gómez Ortega
- Joselito
- Juan Belmonte
- Ignacio Sánchez Mejías
- El Niño de la Palma
- Manolete
- Paquirri
- El Cordobés
- Luis Miguel Dominguín

## Categorie
Vi sono più categorie di torero:
- il matador è colui che combatte il toro a piedi e lo uccide;
- il rejoneador è colui che combatte il toro a cavallo e lo uccide;
- il peón è un aiutante del matador e del rejoneador;
- il banderillero è il peón incaricato di piazzare le banderillas;
- il picador è il cavaliere incaricato di preparare il toro per il tercio de muleta.